# L'Aventure des Ewoks
Série
La Bataille d'Endor
(1985)
Pour plus de détails, voir Fiche technique et Distribution.
L'Aventure des Ewoks (The Ewok Adventure) ou L'Aventure des Ewoks : la caravane du courage est un téléfilm de science-fiction américain réalisé par John Korty, basé sur une histoire de George Lucas et scénarisé par Bob Carrau, sorti au cinéma en France le 6 février 1985.
Il a été diffusé pour la première fois à la télévision aux États-Unis le 25 novembre 1984, puis est sorti au cinéma hors des États-Unis,,. Le titre original du téléfilm était The Ewok Adventure, il a été distribué en Europe sous le titre Caravan of Courage et Caravan of Courage: An Ewok Adventure,.
Avec sa suite La Bataille d'Endor, ce sont deux téléfilms dérivés de la saga Star Wars, centrés sur les Ewoks, personnages apparaissant dans Star Wars, épisode VI : Le Retour du Jedi en 1983.
Tourné dans le comté de Marin en Californie, le téléfilm a pour acteurs principaux Aubree Miller, Eric Walker et Warwick Davis. Aubree Miller et Eric Walker interprètent deux enfants humains dont le vaisseau spatial s'est écrasé sur la lune forestière d'Endor. Leurs parents sont capturés par un géant et ils sont alors livrés à eux-mêmes. Ils vont être aidés par les Ewoks, habitants de la forêt. Warwick Davis reprend le rôle de l'Ewok Wicket qu'il a interprété dans Le Retour du Jedi.

## ChronologieStar Wars
Le téléfilm fait partie de l'univers étendu de Star Wars : œuvres qui reprennent l'univers créé par George Lucas pour les films de la saga homonyme. Selon Science-Fiction magazine, il se situe après la série d'animation Ewoks, entre l'épisode V et l'épisode VI de la saga. Les événements ont lieu environ quelques mois avant La Bataille d'Endor, la suite du téléfilm.

## Synopsis
Sources ,,:

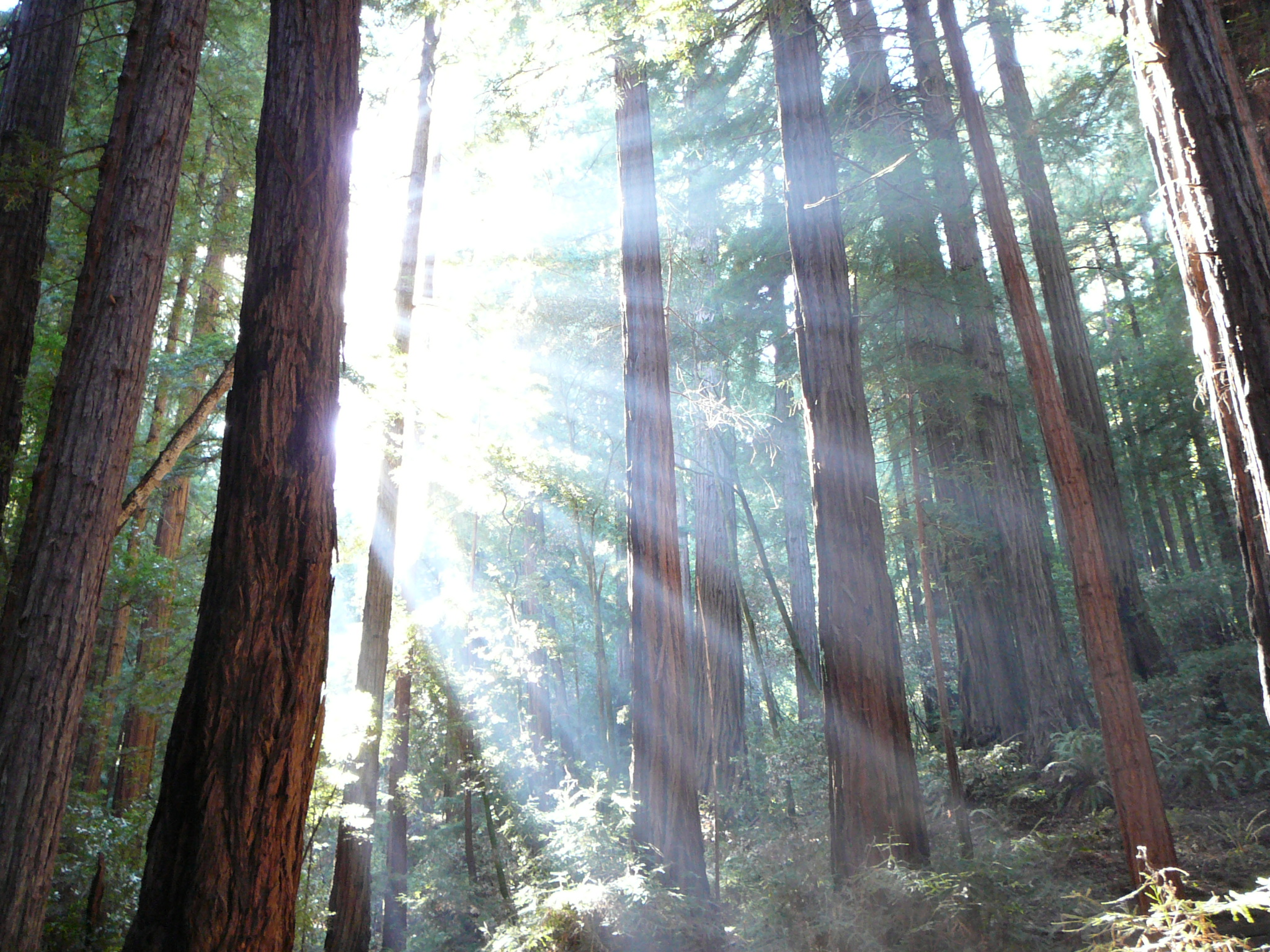
Muir Woods National Monument. Végétation typique du comté de Marin en Californie où a eu lieu le tournage.

Le vaisseau spatial de la famille Towani s'écrase sur la lune forestière d'Endor. Les parents, Catarine et Jeremitt, n'arrivent pas à localiser leurs enfants : Mace, un adolescent, et Cindel, une fillette de cinq ans. En les cherchant, ils se font capturer par le géant Gorax. Les enfants sont alors livrés à eux-mêmes.
La planète est habitée par des Ewoks, de petits humanoïdes ressemblant à des ours en peluche. Trois d'entre eux, Deej Warrick et ses fils Weechee et Widdle, découvrent les enfants, qu'ils emmènent au village Ewok. Cindel, fiévreuse, est soignée par Shodu, la femme de Deej. Les deux espèces commencent petit à petit à se comprendre. Lors de sa convalescence, Cindel se lie d'amitié avec Wicket, le plus jeune fils de Deej.
Une nuit, Mace et Cindel quittent la hutte pour partir à la recherche de leurs parents. Ils se font attaquer par un « borra », une sorte de sanglier-loup. Ils sont sauvés par les Warrick, qui tuent le monstre. Sur le cadavre du borra, ils découvrent des bracelets électroniques appartenant à leurs parents. Les Ewoks expliquent que c'est l'animal de compagnie du géant Gorax et que c'est lui qui doit détenir leurs parents. La famille Warrick et les enfants vont demander conseil auprès de Logray, le chaman du village. Il leur apprend que Catarine et Jeremitt sont toujours en vie. Deej décide alors de les aider à libérer leurs parents.
Avec ses trois fils et les deux humains, ils forment une caravane pour aller dans le repaire du géant au cœur de la montagne. Sur la route, le bûcheron Chukka-Trok et la prêtresse Kaink se joignent à l'aventure. Ils affrontent de multiples dangers, traversent des forêts, des plaines puis un désert, escaladent un volcan, avant d'atteindre la montagne. Au fil de leur quête, les liens entre eux se resserrent. Ils rencontrent les Wisties, fées d'Endor, menées par la reine Izrina qui les aidera lors de l'affrontement contre Gorax. Dans l'antre du géant, une fois les araignées géantes vaincues, ils libèrent Catarine et Jeremitt. Chukka-Trok trouve la mort au cours du sauvetage. Ensembles, armés de leur courage, ils parviennent à tuer le géant Gorax.
La caravane rentre au village Ewok avec les Towani et ils célèbrent leur victoire.

## Personnages

### La familleTowani
- Cindel Towani – Sœur cadette de Mace, elle a 5 ans. Elle se lie d'amitié avec Wicket et lui apprend des mots de sa langue.
- Mace Towani - Frère ainé de Cindel, il a 14 ans et un caractère emporté. Il prend les Ewoks pour des primitifs mais son opinion change au fur et à mesure de l'aventure.
- Catarine Towani – Mère de la famille.
- Jeremitt Towani – Père de la famille.

### LesEwoks
- Wicket Wystri Warrick - Il se lie d'amitié avec la jeune humaine Cindel Towani. Même si c'est le plus jeune Ewok de la caravane, cela ne l'empêche pas de faire preuve de courage au cours de l'aventure. C'est l'Ewok qui rencontre la Princesse Leia Organa dans le Retour du Jedi.
- Deej Warrick - Guerrier, mari de Shodu et père de Winda, Wicket, Widdle et Weechee. Il prend la décision de monter la caravane qui part secourir les parents Towani.
- Shodu Warrick - Femme de Deej et mère de Winda, Wicket, Widdle et Weechee. Ses talents de guérisseuse font disparaître la fièvre de la jeune Cindel. Elle reste au village avec sa jeune fille Winda lorsque son mari et ses fils partent à la rescousse des parents Towani.
- Weechee Warrick - Frère aîné de Wicket. Il se chamaille souvent avec Widdle.
- Widdle "Willy" Warrick - Second frère de Wicket. Il se chamaille souvent avec Weechee et est maladroit.
- Chukha-Trok - Bûcheron qui se joint à la caravane pour lutter contre Gorax. C'est un Ewok de grande taille qui a beaucoup de force. Son arme de prédilection est une hache.
- Kaink – Prêtresse qui se joint la caravane. Elle a des pouvoirs magiques. Le cristal de son bâton peut envoyer des rayons d'énergie ou hypnotiser des animaux.
- Logray - Chaman, sorcier-guérisseur de la tribu. Grâce à ses pouvoirs, il confirme que les parents humains sont toujours vivants et prisonniers de Gorax. Avant le départ de la caravane, il donne à chaque membre un objet magique.

### Les autres protagonistes
- Gorax - Géant qui capture les parents Towani. La lumière le dérangeant, il chasse la nuit et il vit dans une forteresse protégée par des araignées géantes au cœur d'une montagne. Il a domestiqué un borra, sorte de sanglier-loup.
- Reine Izrina – Reine des Wisties, fées de la lune forestière d'Endor. Elle distrait le géant lors du combat final.

## Fiche technique
Sauf indication contraire, les informations mentionnées dans cette section peuvent être confirmées par les bases de données cinématographiques IMDb et Allociné,  présentes dans la section « Liens externes ».
- Titre original : The Ewok Adventure (télévision) puis Caravan of Courage: An Ewok Adventure (cinéma)
- Titre français : L'aventure des Ewoks ou L'aventure des Ewoks : la caravane du courage
- Réalisation : John Korty
- Scénario : Bob Carrau, d'après une histoire de George Lucas
- Musique : Peter Bernstein
- Direction artistique : Harley Jessup
- Décors : Joe Johnston
- Costumes : Michael Becker et Cathleen Edwards
- Photographie : John Korty
- Son : Howie Hammermann, Tom Johnson, Brian Kelly, Tim McGovern, Randy Thom
- Montage : John Nutt
- Effets spéciaux : Industrial Light & Magic
- Production : Thomas G. Smith
  - Production déléguée : George Lucas
  - Production associée : Patricia Rose Duignan
- Sociétés de production : Korty Films et Lucasfilm Ltd.
- Sociétés de distribution : ABC (Diffusion TV USA 1984) ; 20th Century Fox Television (Diffusion TV USA 1985) ; Disney+ (sortie VOD mondiale 2021)
- Budget : n/a
- Pays de production :  États-Unis
- Langue originale : anglais
- Format : couleur (DeLuxe) — 35 mm — 1,33:1 (Format 4/3) — son Dolby
- Genres : science-fiction, aventure, fantastique
- Durée : 96 minutes
- Dates de sortie[9] :
  - États-Unis : 25 novembre 1984 (première diffusion à la télévision sur ABC)
  - France : 6 février 1985 (sortie nationale en salle) ; 18 juin 2021 (sortie sur Disney+)[10]
- Classification :
  - États-Unis : la plupart des parents peuvent considérer ce programme comme approprié pour les enfants (TV-G)
  - France : tous publics (conseillé à partir de 8 ans)[10],[11]

## Distribution
Légende : Doublage de 1985 et Redoublage de 2005
- Aubree Miller (VF : Sauvane Delanoë et Catherine Privat) : Cindel Towani
- Eric Walker (VF : Jackie Berger et Dimitri Rougeul) : Mace Towani
- Warwick Davis : Wicket Warrick
- Darryl Henriques (en) (VF : Pierre Trabaud et ?) : Wicket Warrick (voix)
- Burl Ives (VF : Dorothée[12] et Jean-François Laley) : narrateur
- Fionnula Flanagan (VF : Nadine Delanoë et Françoise Rigal) : Catarine Towani
- Guy Boyd (VF : ? et Philippe Ariotti) : Jeremitt Towani
- Daniel Frishman : Deej Warrick
- Sydney Walker : Deej Warrick (voix)
- Pam Grizz : Shodu Warrick
- Nancy Carlin : Shodu Warrick (voix)
- Debbie Lee Carrington : Weechee Warrick
- Hal Rayle : Weechee Warrick (voix)
- Tony Cox : Widdle Warrick
- James Cranna : Widdle Warrick (voix)
- Kevin Thompson : Chukha-Trok
- Michael Pritchard (VF : ? et Bruno Carna) : Chukha-Trok (voix)
- Margarita Fernández : Kaink
- Pat Franklin : Kaink (voix)
- Bobby Bell : Logray
- Robert Elross : Logray (voix)

## Origine et production

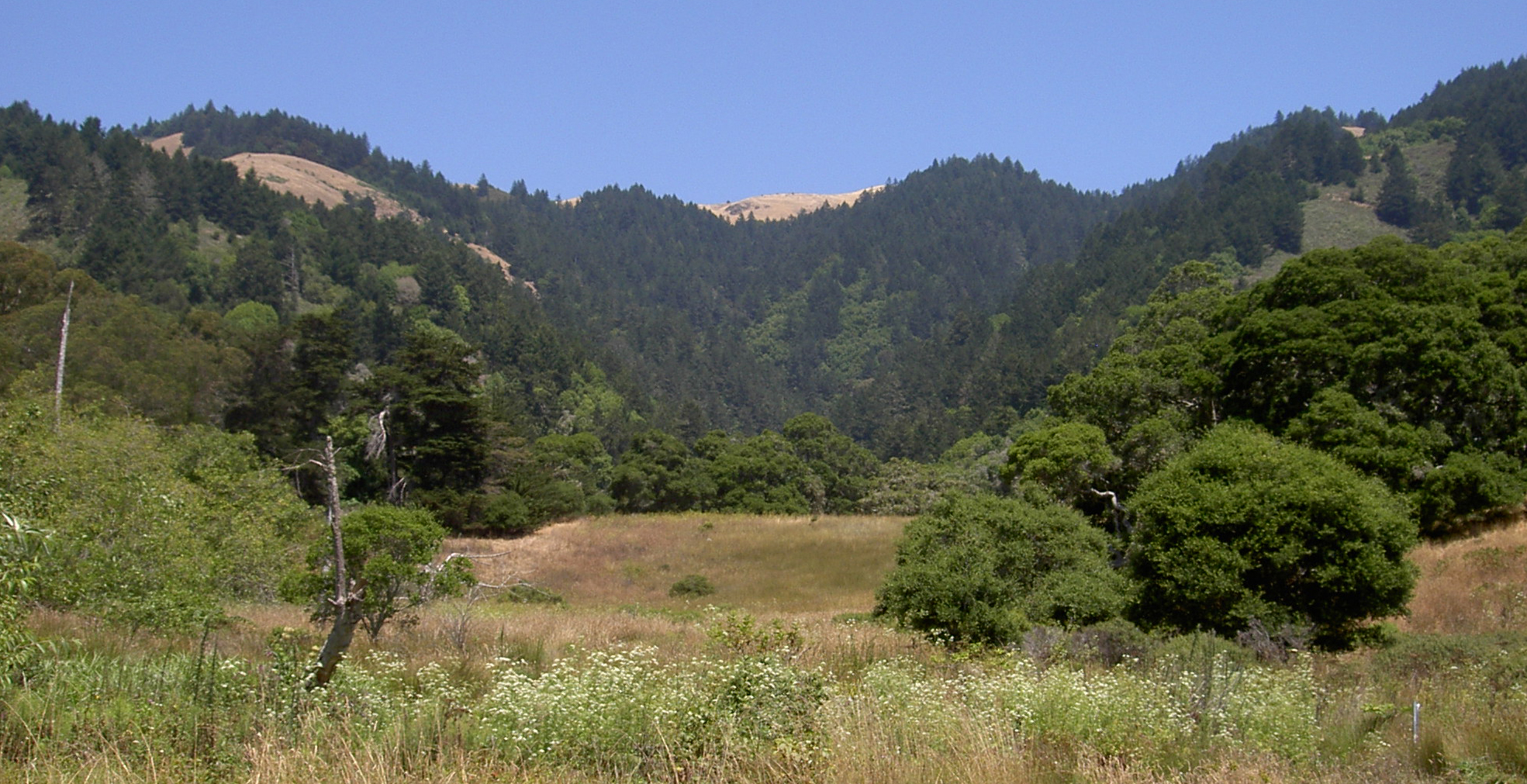
Stinson Gulch. Paysage typique du comté de Marin en Californie où a eu lieu le tournage.

L'histoire de L'Aventure des Ewoks a été écrite par George Lucas, dont c'était le premier téléfilm. Le producteur Thomas Smith a déclaré que Lucas ne souhaitait pas passer trois ans sur ce projet, et a donc choisi ce format. Pour produire le téléfilm, il a fallu six mois et un budget environ double de celui d'un téléfilm normal, soit environ 4 millions de dollars,. La diffusion à la télévision ne pouvant pas compenser le budget, Lucasfilm a décidé de diffuser leur production au cinéma dans d'autres pays.
Le tournage du téléfilm a eu lieu dans le comté de Marin en Californie. La société Industrial Light & Magic a réalisé les 170 effets spéciaux nécessaires, ce qui est élevé pour un téléfilm : à titre de comparaison, E.T. l'extra-terrestre, sorti en 1982, n'en compte que 50. C'est cependant peu en comparaison des 1 000 du Retour du Jedi,. Le téléfilm comprend environ une quarantaine de matte painting. C'est une technique de trucage qui consiste à incorporer une partie du décor, sous forme de peinture, à d’autres éléments tournés,. La technique d'animation stop-motion qui permet de créer un mouvement à partir d'objets immobiles est aussi employée. Pour la scène montrant un Ewok qui effectue un décollage en deltaplane et s'envole au-dessus des arbres, il n'y a pas d'effet spécial. L'appareil a été construit par le californien Jeff Mott, pilote de deltaplane. Habillé en Ewok, il s'est élancé d'une montagne dans le comté de Marin.
Pour le casting, des enfants du comté de Marin ont été auditionnés. Thomas Smith raconte que la plupart des enfants avaient entre six et dix ans. Aubree Miller, la plus jeune des auditionnés avec ses quatre ans, a fait une forte impression. Elle avait déjà fait du mannequinat. Certains ont émis des doutes à cause de son âge mais elle a convaincu Lucas et interprète le rôle de Cindel Towani. Dans les autres rôles principaux, Eric Walker, âgé de quatorze ans, interprète Mace Towani et Warwick Davis, du même âge, reprend le costume de Wicket, Ewok qu'il avait incarné dans Le Retour du Jedi,. Le producteur Thomas Smith décrit son interprétation d'Ewok de la manière suivante : « Warwick a une façon très particulière de se mouvoir et vous pouvez le repérer parmi tous les autres Ewoks ».
De nombreux problèmes ont gêné le tournage comme les costumes difficiles à manier et l'emploi d'animaux réels pas toujours coopératifs. De plus, les nombreux jeunes acteurs étaient soumis aux lois du travail sur les enfants en Californie. Miller, âgé de quatre ans, ne pouvait travailler que trois heures par jour,.

### Bande originale
En 1986, Varèse Sarabande et Lucasfilm sortent le disque vinyle Ewoks. Ce Long Play est une compilation de la musique composée par Peter Bernstein pour les deux téléfilms sur les Ewoks : L'Aventure des Ewoks et La Bataille d'Endor.
| No  | Titre                                                           | Durée |
| --- | --------------------------------------------------------------- | ----- |
| 1.  | Trek (L'Aventure des Ewoks)                                     | 1:53  |
| 2.  | Intro / Main Title (L'Aventure des Ewoks / La Bataille d'Endor) | 2:47  |
| 3.  | Noa & Terak (La Bataille d'Endor)                               | 3:50  |
| 4.  | Teek (La Bataille d'Endor)                                      | 2:44  |
| 5.  | Set Up / Terak's Theme (La Bataille d'Endor)                    | 3:09  |
| 6.  | Noa's Ark (La Bataille d'Endor)                                 | 2:09  |
| 7.  | Izrina (L'Aventure des Ewoks)                                   | 1:31  |
| 8.  | Flying (L'Aventure des Ewoks)                                   | 2:46  |
| 9.  | Good Night, Bad Dreams (La Bataille d'Endor)                    | 3:11  |
| 10. | Poker Game (La Bataille d'Endor)                                | 2:15  |
| 11. | Pulga Chase (L'Aventure des Ewoks)                              | 2:40  |
| 12. | The House (La Bataille d'Endor)                                 | 1:39  |
| 13. | Escape (La Bataille d'Endor)                                    | 1:30  |
| 14. | Farewell (La Bataille d'Endor)                                  | 3:46  |

## Distinctions
Lors des Emmy Awards de 1985, le téléfilm a remporté un prix dans la catégorie Meilleurs effets visuels (Outstanding Special Visual Effects) et a été nommé dans la catégorie Meilleur programme pour enfants (Outstanding Children's Program).

## Analyse
Le téléfilm vise plus particulièrement un public jeune. L'histoire est simple avec des messages cachés pour les enfants sur l'importance de la famille, la valeur de l'amitié, la bonté et sur la recherche du courage pour affronter l'adversité,. La présence d'un narrateur, Burl Ives, renforce le fait que c'est une histoire pour enfant qui pourrait être contée avant d'aller dormir. Sa voix, comparée à un conteur de feu de camp, est calme et apaisante. La qualité et le côté épique du téléfilm sont loin de ceux des films de la saga Star Wars,,.
La jeune Aubree Miller est considérée comme charmante et ravissante. Elle vole presque la vedette aux Ewoks,,. Mais ces derniers restent tout de même le centre d'intérêt du film. Ils sont intelligents, ont de l'humour et sont capables de vaincre les difficultés de leur monde sans avoir recours à la technologie,.
Des critiques formulent des reproches sur le jeu des acteurs. Les enfants sont considérés comme trop jeunes pour jouer. À cause des costumes, les Ewoks n'ont pas d'expressions faciales lorsqu'ils parlent, ce qui entraîne un manque d'émotion. La plupart des personnages ne parlant pas anglais, l'emploi du narrateur est essentiel. Malgré cela, l'acteur Warwick Davis, qui a joué dans l'épisode six et repris son rôle de Wicket, arrive quand même à transmettre des émotions et avoir des gestes affectueux. Le manque de nouvelles créatures extraordinaires et la présence de nombreux animaux terrestres font partie des points négatifs évoqués.
Des critiques soulèvent les problèmes de continuité que le téléfilm engendre. Il est censé se dérouler avant le Retour du Jedi. Les Ewoks apprennent des mots humains, surtout Wicket qui passe énormément de temps avec Cindel. Pourtant lorsqu'il rencontre Leïa Organa dans l'épisode six, il ne la comprend absolument pas. De plus, dans le téléfilm, les Ewoks aident les humains alors que dans le film, Logray veut les offrir en sacrifice. Le site web officiel de Star Wars explique ces problèmes de la manière suivante : le langage qu'elle lui apprend n'est pas le Basic que parle Leïa et Logray est devenu radical à cause de la présence impériale.
La Bataille d'Endor, la suite diffusée sur ABC le 24 novembre 1985, a une approche différente du premier. Elle est jugée plus sombre et une surveillance parentale est recommandée,. Des deux téléfilms sur les Ewoks, les avis sont partagés pour savoir lequel est le mieux réussi. Le premier est considéré par certains comme étant le plus abouti du point de vue qualité. Le second a l'avantage d'être plus prenant et de chercher un public plus adulte,. Selon certaines critiques, même pour les adultes, L'Aventure des Ewoks n'est pas sans charme. Elle permet de replonger en enfance, de voyager dans un monde de magie et de retrouver les Ewoks,.

## Exploitation

### Produits dérivés
Une transposition en livre du téléfilm a été écrite par Amy Ehrlich. Ce livre pour enfants, intitulé The Ewoks and the Lost Children, a été publié par Random House en 1985. Il existe aussi une adaptation au format livre-cassette, intitulée The Ewok Adventure, dans la collection Read Along Adventure de Buena Vista Records.
En 1985, à la demande de George Lucas, Dorothée enregistre la chanson Les Petits Ewoks qui raconte l'histoire du téléfilm. Elle est aussi la narratrice de L'Aventure des Ewoks dans la version française d'origine, le DVD paru en 2005 proposant un tout nouveau doublage où Dorothée est absente. Cependant en 2021, Disney+ propose à nouveau le doublage de 1985 en mono sur sa plateforme vidéo.
Les Ewoks sont les seuls personnages du téléfilm à avoir eu des adaptations en figurines, peluches et autres produits dérivés.

### L'univers étendu deStar Wars
Plusieurs personnages et éléments du téléfilm ont été incorporés dans d'autres œuvres de l'univers étendu de Star Wars.
La Bataille d'Endor est la suite de ce téléfilm, il poursuit l'histoire de la famille Towani et de leurs alliés, les Ewoks.
Les Ewoks sont apparus dans la série d'animation Star Wars: Ewoks,, dans de nombreux livres pour enfants et dans quatorze comics intitulés Ewoks.
La reine Izrina et les Wisties, les fées d'Endor, font aussi partie de la série d'animation Star Wars: Ewoks.
Cindel Towani apparaît dans Le Défi du Tyran, volume 3 de la trilogie La Crise de la Flotte Noire de Michael P. Kube-Mcdowell. Elle est adulte et exerce un métier de reporter sur Coruscant,,.
Dans le jeu de rôle en ligne massivement multijoueur Star Wars Galaxies, la lune forestière d'Endor fait partie des mondes où le joueur peut interagir. Des Ewoks, des Gorax et des borras sont présents. Les villages aériens des Ewoks et les grottes où vivent les Gorax sont représentés,,.
Dans le comic X-Wing: Rogue Leader #2, lors d'une mission de reconnaissance, Wedge Antilles et Tycho Celchu rencontrent un Gorax sur la lune d'Endor.

## Diffusion
Le téléfilm a été diffusé pour la première fois le 25 novembre 1984 sur la chaîne American Broadcasting Company (ABC). L'Aventure des Ewoks a été présenté au cinéma hors des États-Unis,.
En 1990, la société américaine Metro-Goldwyn-Mayer (MGM) a distribué le film au format VHS et laserdisc.
Le téléfilm et sa suite La Bataille d'Endor sont sortis en DVD le 23 novembre 2004. Le DVD, intitulé Star Wars:Ewok Adventures, contient uniquement les deux téléfilms nommés Caravan of Courage et The Battle for Endor. Le manque de bonus est jugé regrettable par les critiques,,.